# Hallodapus rufescens
Hallodapus rufescens – gatunek pluskwiaka z podrzędu różnoskrzydłych, rodziny tasznikowatych (Miridae) i podrodziny Phylinae. Jeden z dwóch występujących w Polsce gatunków rodzaju Hallodapus.

## Budowa ciała
Owad ma ciało długości od 2,5 do 5 mm. Ciało pokryte jest jasnymi włoskami, błyszczące, ubarwione czrewonobrązowawo. Na półpokrywach posiada niewyraźne ciemne pasma.

## Tryb życia
Pluskwiak o słabo zbadanej biologii. Imagines występują od lipca do października. Zimują jaja. Posiada jedno pokolenie w roku. 

## Występowanie
Owad ten występuje w wielu krajach Europy, a także w Kirgistanie i wschodniej Rosji. W Polsce wykazywany rzadko. Ostatnio podawany z lat 60' XX wieku.